# Фенько, Степан Григорьевич
Степан Григорьевич Фенько (13 августа 1921 года, Зеньковский район, Полтавская область — 16 августа 1990 года) — командир орудия 1233-го стрелкового Витебского полка 371-й стрелковой Витебской дивизии 5-й армии 3-го Белорусского фронта, красноармеец. Герой Советского Союза.

## Биография

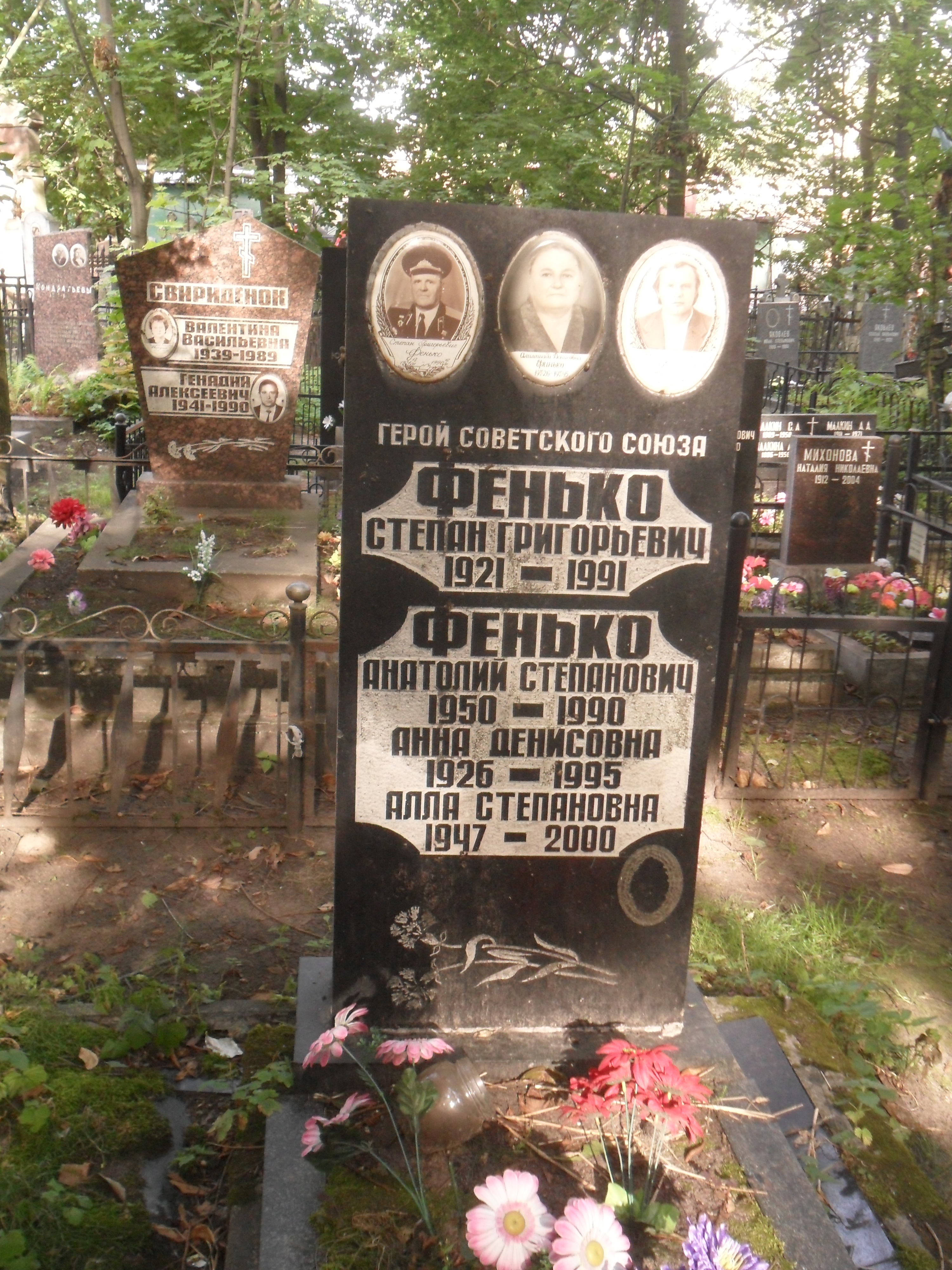
Могила Фенько на Красненьком кладбище Санкт-Петербурга

Родился 13 августа 1921 года в селе Великая Павловка ныне Зеньковского района Полтавской области. Украинец. Член ВКП(б)/КПСС с 1950 года. Окончил девять классов средней школы. Работал на шахте в городе Дзержинске Донецкой области.
В январе 1941 года призван в ряды Красной Армии. В боях Великой Отечественной войны с июня 1942 года. Воевал на Западном и 3-м Белорусском фронтах. Был тяжело ранен и контужен.
Летом 1944 года воины 1233-го стрелкового Витебского полка вели ожесточённые бои за освобождение Белоруссии. Среди наших воинов, которые особенно отличились во время форсирования Немана, был командир орудия С. Г. Фенько. 17 июля 1944 года воины его расчёта сделали из подручного материала плот, выкатили на него пушку и, несмотря на сильный огонь противника, переправились на западный берег реки в районе посёлка Дарсунишкис Кайшядорского района Литвы. Артиллеристы быстро развернули орудия и прямой наводкой открыли огонь по вражеским танкам и пехоте. В неравном бою погиб весь орудийный расчёт. Тогда С. Г. Фенько сам продолжал вести огонь. Вокруг рвались снаряды, земля гудела от взрывов. Противники ни на минуту не прекращали огня. Разрывной волной артиллериста отбросило от орудия, засыпало землей. Оглохший, тяжело контуженный, он поднялся и вновь стал к орудию. Когда противники отступили, перед орудием С. Г. Фенько остались три подбитых танка и до 120 трупов.
Указом Президиума Верховного Совета СССР от 24 марта 1945 года за мужество и героизм, проявленные при форсировании Немана и удержании плацдарма на его западном берегу рядовому Фенько Степану Григорьевичу присвоено звание Героя Советского Союза с вручением ордена Ленина и медали «Золотая Звезда».
В 1949 году окончил курсы лейтенантов. С 1972 года подполковник С. Г. Фенько — в запасе. Жил в городе Ленинграде. Скончался 16 августа 1990 года. Похоронен на Красненьком кладбище в Санкт-Петербурге.
Награждён орденами Ленина, Отечественной войны 1-й степени, Красной Звезды, медалями.